# アソウ・アルファ
株式会社アソウ・アルファ (Aso Alpha Inc.)は、福岡県福岡市中央区に本社を構える技術者に特化した人材サービス会社。アソウ・ヒューマニーセンターグループの一企業。
コーポレートメッセージは“人を磨いて技術を磨く”。

## 概要
- 代表者 中島彰彦
- 本社所在地 福岡県福岡市中央区天神2-8-41
- 事業所 福岡本社・熊本営業所・熊本Ｒ＆Ｄセンター・大阪営業所・名古屋営業所・東京営業所

## 事業内容
- アウトソーシング事業

（IT・電気・電子・半導体・機械・化学系の分野にて、技術支援及び、メーカー企業との共同開発、派遣請負等を行っている）
- 人材派遣事業

## 許認可番号
- 一般労働者派遣 （般）40-010351
- 有料職業紹介事業 40-ユ-010197

## グループ関連会社
- アソウ・ヒューマニーセンターグループ
  - アソウ・ヒューマニーセンター
  - アソウ・アルファ
  - ユニバースクリエイト
  - アソウ・アカウンティングサービス
  - アソウ・システムソリューション
  - 福利厚生倶楽部九州
  - ヒューマンエナジー研究所
  - アソウ・マリッジエージェント
  - エヌ
- 他、麻生グループ102社